# 佐伯町 (大分県)
佐伯町（さいきちょう）は、大分県南海部郡にあった町。現在の佐伯市の一部にあたる。大正末期から中小造船業が盛んになった。

## 地理
佐伯湾の南西湾岸沿に位置していた。
- 河川：番匠川[1]

## 歴史
- 1889年（明治22年）4月1日、町村制の施行により、南海部郡佐伯村が単独で町制施行し佐伯町が発足[1][2]。大字は編成せず[1]。
  - 同年、船頭町で大火発生し130戸が焼失[1]。
- 1896年（明治29年）佐伯製紙設立[1]
- 1897年（明治30年）鶴谷貯金銀行設立[1]
- 1909年（明治42年）佐伯電灯会社設立[1]
- 1937年（昭和12年）4月1日、南海部郡鶴岡村、上堅田村と合併し佐伯町が存続[1][2]。旧佐伯町域を除き、鶴望、上岡、稲垣、長谷、池田の5大字を編成[1]。
- 1941年（昭和16年）4月29日、南海部郡八幡村、大入島村、西上浦村と合併し、市制施行し佐伯市を新設して廃止された[1][2]。

## 区
佐伯町が発足すると町域を12区とした。
- 1区（杉谷・西谷）
- 2区（新道・新屋敷・新小路）
- 3区（船頭町）
- 4区（芳島）
- 5区（内町）
- 6区（三町）
- 7区（山手・大田中）
- 8区（中村）
- 9区（臼坪）
- 10区（長島）
- 11区（女島）
- 12区（灘）

1926年（昭和元年）12区を変更し15区まで設置。
- 12区（上灘）
- 13区（下灘）
- 14区（港町）
- 15区（常盤町）

## 交通

### 鉄道
- 1916年（大正5年）国有鉄道佐伯線（現日豊本線）開通し佐伯駅開設[1]。1920年（大正9年）国有鉄道豊州本線（現日豊本線）佐伯～神原（現直川駅）間開通[1]。

## 教育
- 1890年（明治23年）旧佐伯藩主毛利氏が鶴谷学館を設立し、1909年（明治42年）廃校[1]。
- 1904年（明治37年）裁縫伝習所開設（佐伯高等小学校内）[1]
- 1907年（明治40年）郡立准教員養成所開設[1]
- 1911年（明治44年）郡立佐伯中学校開校[1]。1916年（大正5年）県立移管[1]（現大分県立佐伯鶴城高等学校）
- 1912年（大正元年）町立実科高等女学校開校[1]。1918年（大正7年）郡立移管[1]。1923年（大正12年）県立佐伯高等女学校となる（現大分県立佐伯鶴城高等学校）。
- 1925年（大正14年）私立鶴谷女学校開校[1]

## 海軍
- 1934年（昭和9年）佐伯海軍航空隊開隊[1]
- 1940年（昭和15年）海軍防備隊開隊[1]

## 名所・旧跡
- 佐伯城（国指定史跡）